# Callixte Mbarushimana
Callixte Mbarushimana (* 24. Juli 1963 in Ndusu, Ruanda) ist ein Anführer der Forces Démocratiques de Libération du Rwanda (FDLR).

## Leben

### Karriere
Er steht im Verdacht, am Völkermord in Ruanda 1994 beteiligt gewesen zu sein. Er arbeitete damals als Informatiker für das UN-Entwicklungsprogramms (UNDP) in Ruanda; er soll für die Ermordung von Tutsi-Kollegen mit verantwortlich sein. Bis 2001 arbeitete er für die UNO in Angola und im Kosovo. Mehrmals wurde er aufgrund ruandischer Haftbefehle verhaftet, z. B. im Juli 2008 am Frankfurter Flughafen, wurde jedoch immer wieder freigelassen.
Er war der Nachfolger des inhaftierten Ignace Murwanashyaka als Anführer der FDLR und gab in seiner Funktion als „Exekutivsekretär“ Pressemitteilungen heraus.

### Verhaftung und Anklage
Er wurde am 11. Oktober 2010 in Paris wegen des Verdachts auf Kriegsverbrechen (Angriffe gegen die Zivilbevölkerung, Zerstörung von Besitz, Mord, Folter, Vergewaltigung, unmenschliche Behandlung und Verfolgung) und Verbrechen gegen die Menschlichkeit (Mord, Folter, Vergewaltigung und unmenschliche Akte) in dem Zeitraum zwischen Januar und September 2009 in den ostkongolesischen Provinzen Nord- und Sud-Kivu verhaftet und soll dem Internationalen Strafgerichtshof (IStGH) überstellt werden. Der Haftbefehl bestand seit 28. September des Jahres.
Am 16. Dezember 2011 beschloss die 1. Vorverfahrenskammer des IStGH mit zwei zu eins Stimmen die Niederlegung der Anklage gegen Mbarushimana. Als Begründung wurde angegeben, dass es sich zwar um Kriegsverbrechen, aber nicht um systematische und ausgedehnte Angriffe auf Zivilisten handelte und Mbarushimana selbst zu wenig Einfluss auf die Soldaten der FDLR hatte. Chefankläger Luis Moreno Ocampo legte Berufung gegen diese Entscheidung ein.